# Tezuka Takako
Tezuka Takako (手塚 貴子; Hepburn: Tezuka Takako)(Ucunomija, 1970. november 6. –) japán válogatott labdarúgó.

## Klub
A labdarúgást a Yomiuri Nippon SC Ladies Beleza csapatában kezdte. 1991-ben a liga legértékesebb játékosának választották. 1992-ben vonult vissza. 1996 és 1999 között a NTV Beleza csapatában játszott. 59 bajnoki mérkőzésen lépett pályára és 21 gólt szerzett. 1999-ben vonult vissza.

## Nemzeti válogatott
1986-ban debütált a japán válogatottban. A japán válogatott tagjaként részt vett az 1991-es világbajnokságon. A japán válogatottban 41 mérkőzést játszott.

## Statisztika
| Japán válogatott | Japán válogatott | Japán válogatott |
| Időszak          | Mérk.            | gól              |
| ---------------- | ---------------- | ---------------- |
| 1986             | 10               | 1                |
| 1987             | 4                | 0                |
| 1988             | 3                | 1                |
| 1989             | 9                | 6                |
| 1990             | 4                | 6                |
| 1991             | 11               | 5                |
| Összesen         | 41               | 19               |

## Sikerei, díjai
Japán válogatott
- Ázsia-kupa:  Ezüst; 1986, 1991,  Bronz; 1989

Klub
- Japán bajnokság: 1990, 1991, 1992

Egyéni
- Az év Japán játékosa: 1991
- Az év Japán csapatában: 1989, 1990, 1991, 1992